# Baccio Aldobrandini
Baccio Aldobrandini (ur. 20 sierpnia 1613 we Florencji, zm. 21 stycznia 1665 w Rzymie) – włoski kardynał.

## Życiorys
Urodził się 20 sierpnia 1613 roku we Florencji, jako syn Silvestra Aldobrandiniego i jego pierwszej żony Fiammetty Arrighetti. W młodości udał się do Rzymu, gdzie został szambelanem papieskim i kanonikiem bazyliki watykańskiej. 19 lutego 1652 roku został kreowany kardynałem prezbiterem i otrzymał kościół tytularny Sant'Agnese in Agone. Zmarł 21 stycznia 1665 w Rzymie.